# Associazione Sportiva Pro Recco 2010-2011

## Rosa 2010-2011
| N° |                       | Ruolo | Giocatore            |
| -- | --------------------- | ----- | -------------------- |
|    | Italia (bandiera)     | P     | Stefano Tempesti     |
|    | Italia (bandiera)     | P     | Giacomo Pastorino    |
|    | Italia (bandiera)     | P     | Dario Gennaro        |
|    | Italia (bandiera)     | D     | Niccolò Gitto        |
|    | Italia (bandiera)     | D     | Niccolò Figari       |
|    | Italia (bandiera)     | D     | Christopher Washburn |
|    | Montenegro (bandiera) | CV    | Aleksandar Ivović    |

| N° |                       | Ruolo | Giocatore         |
| -- | --------------------- | ----- | ----------------- |
|    | Italia (bandiera)     | A     | Pietro Figlioli   |
|    | Italia (bandiera)     | A     | Maurizio Felugo   |
|    | Italia (bandiera)     | A     | Luigi Di Costanzo |
|    | Italia (bandiera)     | A     | Alex Giorgetti    |
|    | Ungheria (bandiera)   | A     | Tibor Benedek     |
|    | Italia (bandiera)     | CB    | Federico Lapenna  |
|    | Montenegro (bandiera) | CB    | Boris Zloković    |

- Allenatore:  Giuseppe Porzio